# Djoudj
Národní ptačí rezervace Djoudj (francouzsky Parc national des oiseaux du Djoudj) se nachází na jihovýchodním břehu řeky Senegal ve stejnojmenném státě. Nachází se zde více než 400 druhů ptáků, k nejvíce viditelným patří množství plameňáků a pelikánů.
Od roku 1981 je park součástí přírodních památek světového dědictví UNESCO.